# 5 de junho
5 de junho é o 156.º dia do ano no calendário gregoriano (157.º em anos bissextos). Faltam 209 dias para acabar o ano.

## Eventos históricos

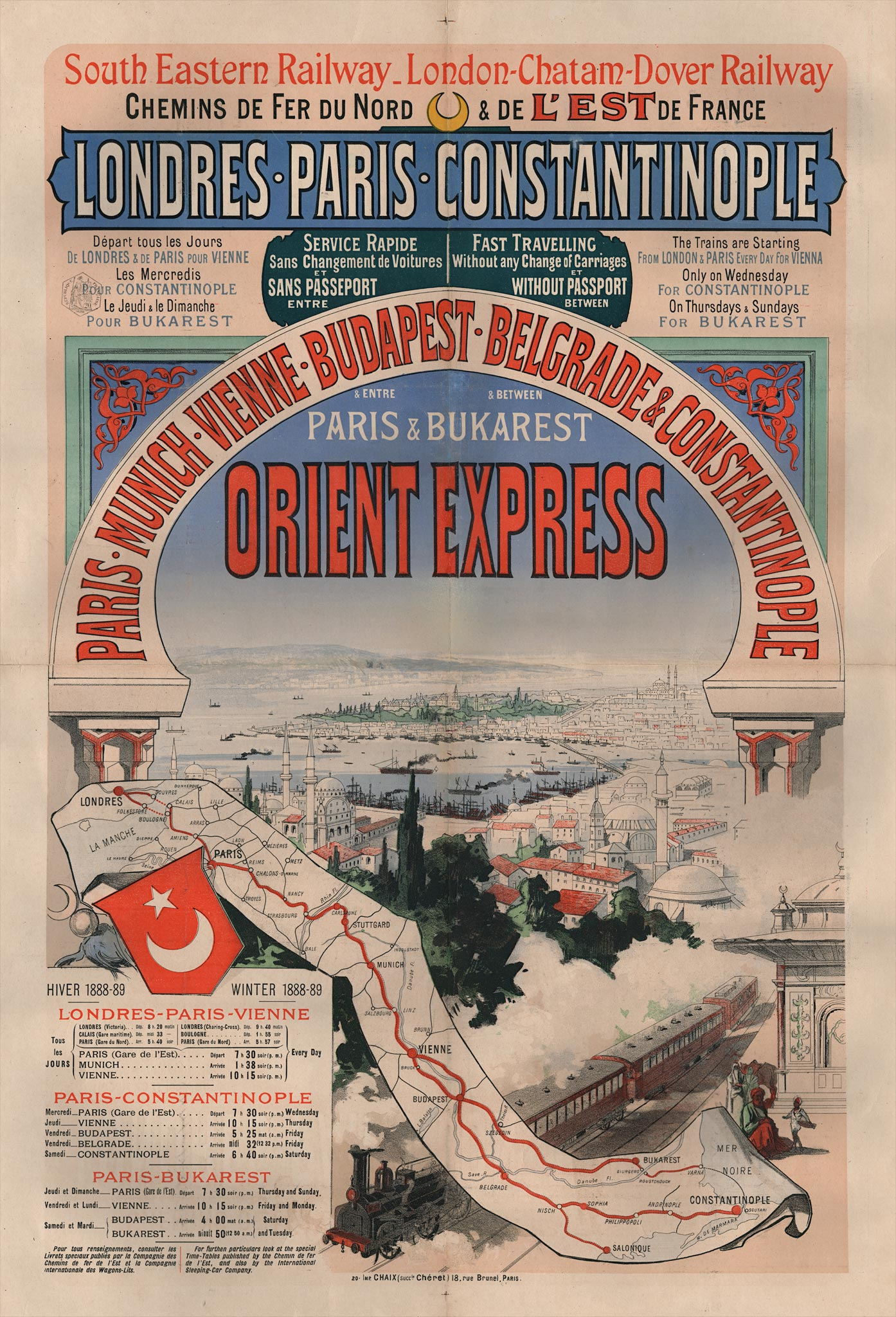
1883: Partida do primeiro Expresso do Oriente

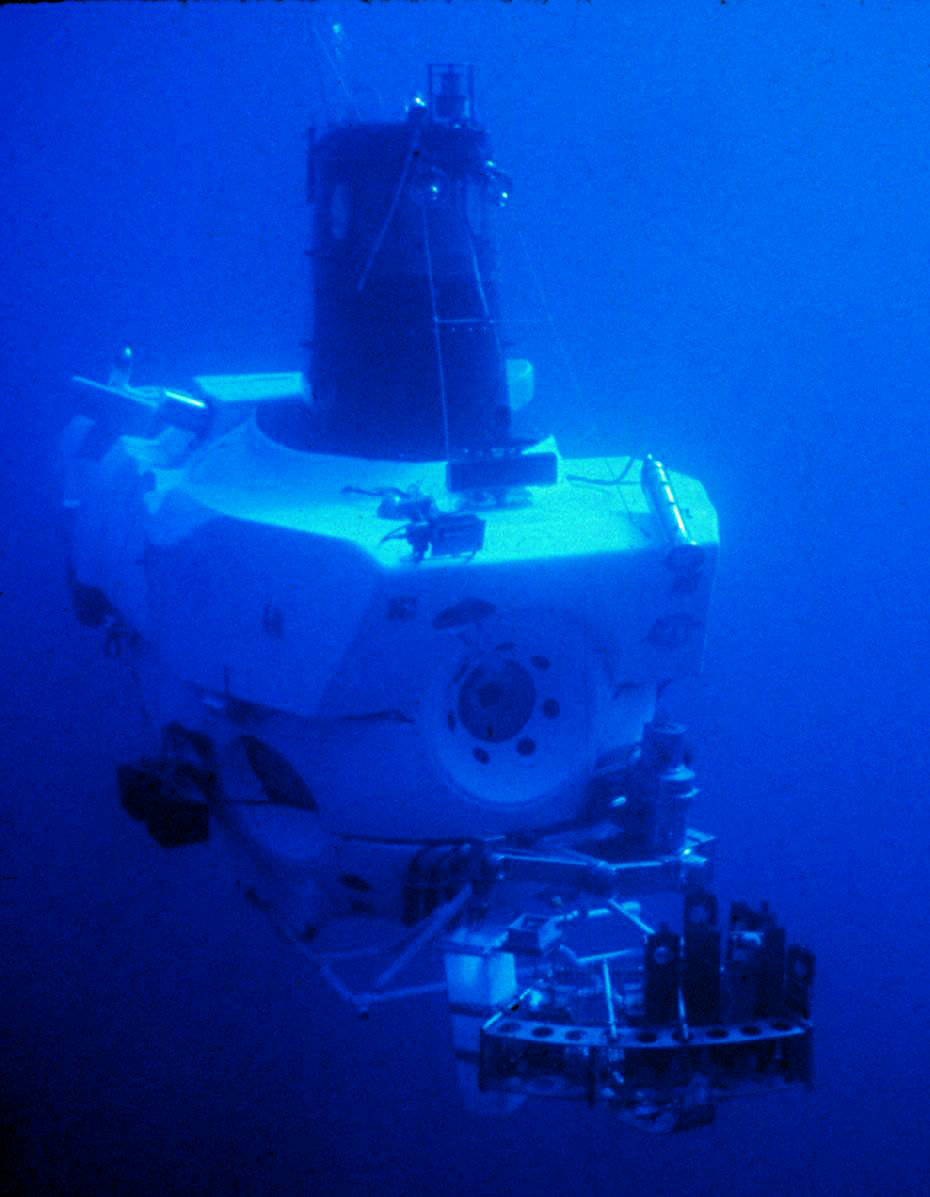
1896: Entra em operação o DSV Alvin

- 1086 — Tutuxe, irmão do sultão seljúcida Maleque Xá, derrota Suleiman ibn Qutalmish, o governante turco da Anatólia na batalha de Ain Salm.[1]
- 1284 — Batalha do Golfo de Nápoles: Rogério de Lauria, almirante do rei Pedro III de Aragão, destrói a frota napolitana e captura Carlos de Salerno.[2]
- 1288 — A Batalha de Worringen encerra a Guerra da Sucessão de Limburgo, sendo João I, Duque de Brabante, um dos mais importantes vencedores.[3]
- 1644 — As forças manchus da dinastia Qing lideradas pelo imperador Shunzhi tomam Pequim durante o colapso da dinastia Ming.[4]
- 1798 — Batalha de New Ross: a tentativa de espalhar a Rebelião Irlandesa Unida em Munster é derrotada.
- 1805 — Fundação da Ordem da Coroa de Ferro por Napoleão Bonaparte.
- 1832 — A Rebelião de Junho irrompe em Paris na tentativa de derrubar a monarquia de Luís Filipe.
- 1849 — Dinamarca se torna uma monarquia constitucional pela assinatura de uma nova constituição.
- 1873 — Sultão Barghash bin Said de Zanzibar fecha o grande mercado de escravos sob os termos de um tratado com a Grã-Bretanha.
- 1862 — Quando o Tratado de Saigon é assinado, cedendo partes do sul do Vietnã para a França, o líder guerrilheiro Trương Định decide desafiar o imperador Tự Đức do Vietnã e lutar contra os europeus.
- 1864 — Guerra Civil Americana: Batalha do Piemonte: as forças da União sob o comando do general David Hunter derrotam um exército confederado em Piedmont, Virgínia, fazendo quase 1 000 prisioneiros.
- 1883 — O primeiro Expresso do Oriente regularmente agendado parte de Paris.
- 1888 — Ocorre um terremoto no estuário do rio da Prata, medindo 5,5 na escala de magnitude Richter. O epicentro foi a 15 quilômetros a sudoeste de Colônia del Sacramento e 42 quilômetros a leste de Buenos Aires.[5]
- 1900 — Segunda Guerra dos Bôeres: soldados britânicos tomam Pretória.
- 1915 — Dinamarca altera sua constituição para permitir o sufrágio feminino.
- 1916 — Primeira Guerra Mundial: início da Revolta Árabe contra o Império Otomano.
- 1940 — Segunda Guerra Mundial: após uma breve pausa na Batalha da França, os alemães renovam a ofensiva contra as divisões francesas remanescentes ao sul do rio Somme, na Operação Fall Rot.
- 1942 — Segunda Guerra Mundial: os Estados Unidos declaram guerra à Bulgária, Hungria e Romênia.
- 1944 — Segunda Guerra Mundial: mais de 1 000 bombardeiros britânicos lançam 5 000 toneladas de bombas sobre a linha de defesa das tropas alemãs na costa da Normandia, em preparação para o Dia D.
- 1945 — Conselho de Controle Aliado, o corpo administrativo da ocupação militar da Alemanha, assume formalmente o poder.
- 1947 — Guerra Fria: Na Universidade Harvard, George Marshall apresenta o "Plano Marshall" de ajuda aos países europeus afetados pela Segunda Guerra Mundial.
- 1949 — A Tailândia elege Orapin Chaiyakan, a primeira mulher membro do Parlamento da Tailândia.
- 1963
  - Secretário de Estado da Guerra britânico, John Profumo, renuncia mediante um escândalo sexual conhecido como "Caso Profumo".
  - Protestos contra a prisão do aiatolá Ruhollah Khomeini pelo xá do Irã, Mohammad Reza Pahlavi. Em várias cidades, massas de manifestantes furiosos são confrontados por tanques e militares.
- 1964 — Entra em operação o DSV Alvin, um submersível tripulado de investigação do oceano profundo.
- 1967 — Início da Guerra dos Seis Dias entre Israel e os Estados árabes do Egito, Síria e Jordânia.
- 1972 — Ocorre a Conferência das Nações Unidas sobre o Meio Ambiente Humano para tratar de assuntos relacionados ao meio ambiente. Aconteceu entre os dias 5 de junho e 16 de junho
- 1975 — O Canal de Suez reabre pela primeira vez desde a Guerra dos Seis Dias.
- 1978 — Com o fim das hostilidades entre chimpanzés do Parque Nacional de Gombe Stream, termina a Guerra dos Chimpanzés de Gombe.
- 1983 — Vai ao ar pela primeira vez a Rede Manchete de Televisão.
- 1989 — O Rebelde Desconhecido interrompe o avanço de uma coluna de tanques por mais de meia hora durante o Protesto na Praça da Paz Celestial.
- 1995 — Primeira obtenção do condensado de Bose-Einstein.
- 1997 — Começa a Segunda Guerra Civil da República do Congo.
- 2000 — Começa a Guerra dos Seis Dias em Kisangani, na República Democrática do Congo, entre as forças ugandesas e ruandesas. Uma grande parte da cidade é destruída.
- 2001 — Tempestade tropical Allison provoca deslizamentos de terra no litoral do Texas e despeja grande quantidade de chuva sobre Houston.
- 2006 — Parlamento da Sérvia proclama a independência, dissolvendo a Sérvia e Montenegro.
- 2009 — Depois de 65 dias seguidos de desobediência civil, pelo menos 31 pessoas morreram em confrontos entre forças de segurança e indígenas perto de Bagua, no Peru.
- 2012 — Último trânsito de Vênus até o ano de 2117.[6]
- 2015 — Sismo com um momento de magnitude de 6,0 atingiu Ranau, Sabá, na Malásia, matando 18 pessoas, incluindo os caminhantes e guias de montanha no Monte Kinabalu, depois de grandes deslizamentos de terra que ocorreram durante o sismo. Este é o sismo mais forte a atingir a Malásia desde 1975.
- 2017
  - Montenegro torna-se o 29.º membro da OTAN.
  - Seis países árabes: Bahrein, Egito, Líbia, Arábia Saudita, Iêmen e Emirados Árabes Unidos cortam relações diplomáticas com o Catar, acusando-o de desestabilizar a região.
- 2022 — Um referendo constitucional é realizado no Cazaquistão após protestos violentos e agitação civil contra o governo.[7]

## Nascimentos

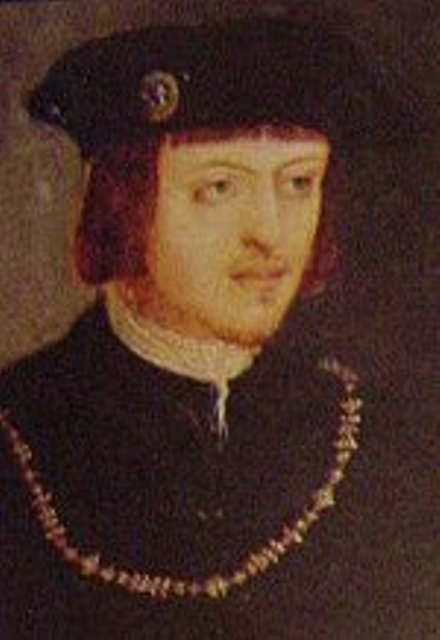
Fernando de Portugal, Duque da Guarda

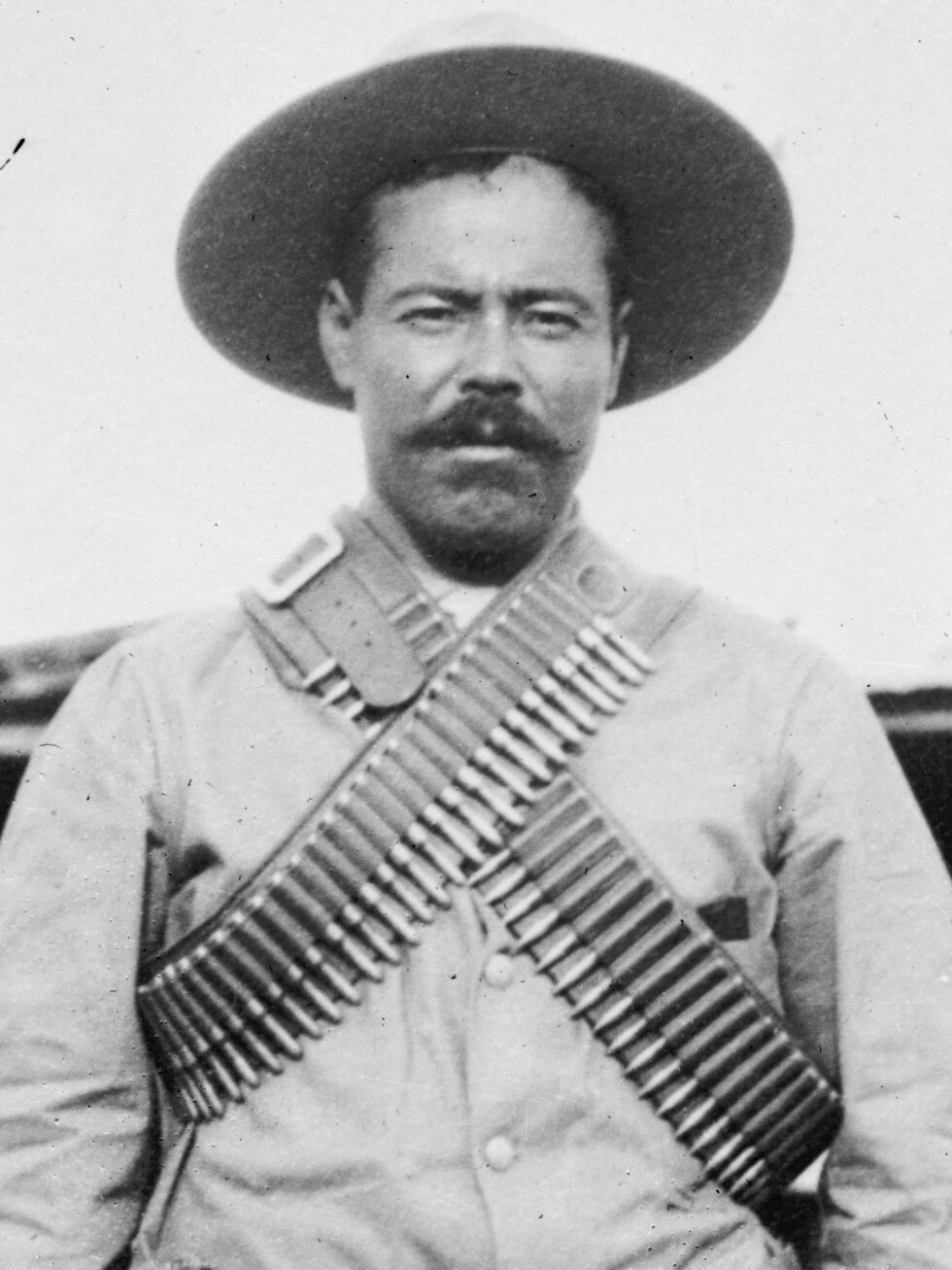
Pancho Villa

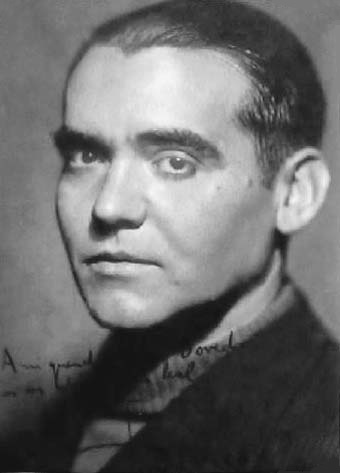
Federico García Lorca

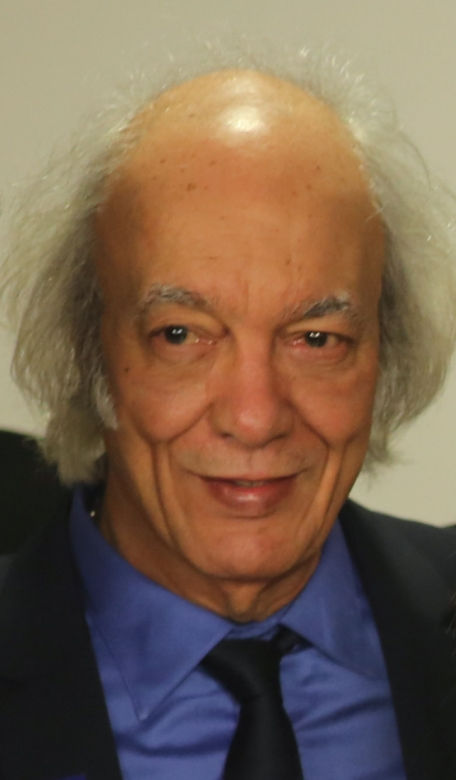
Erasmo Carlos

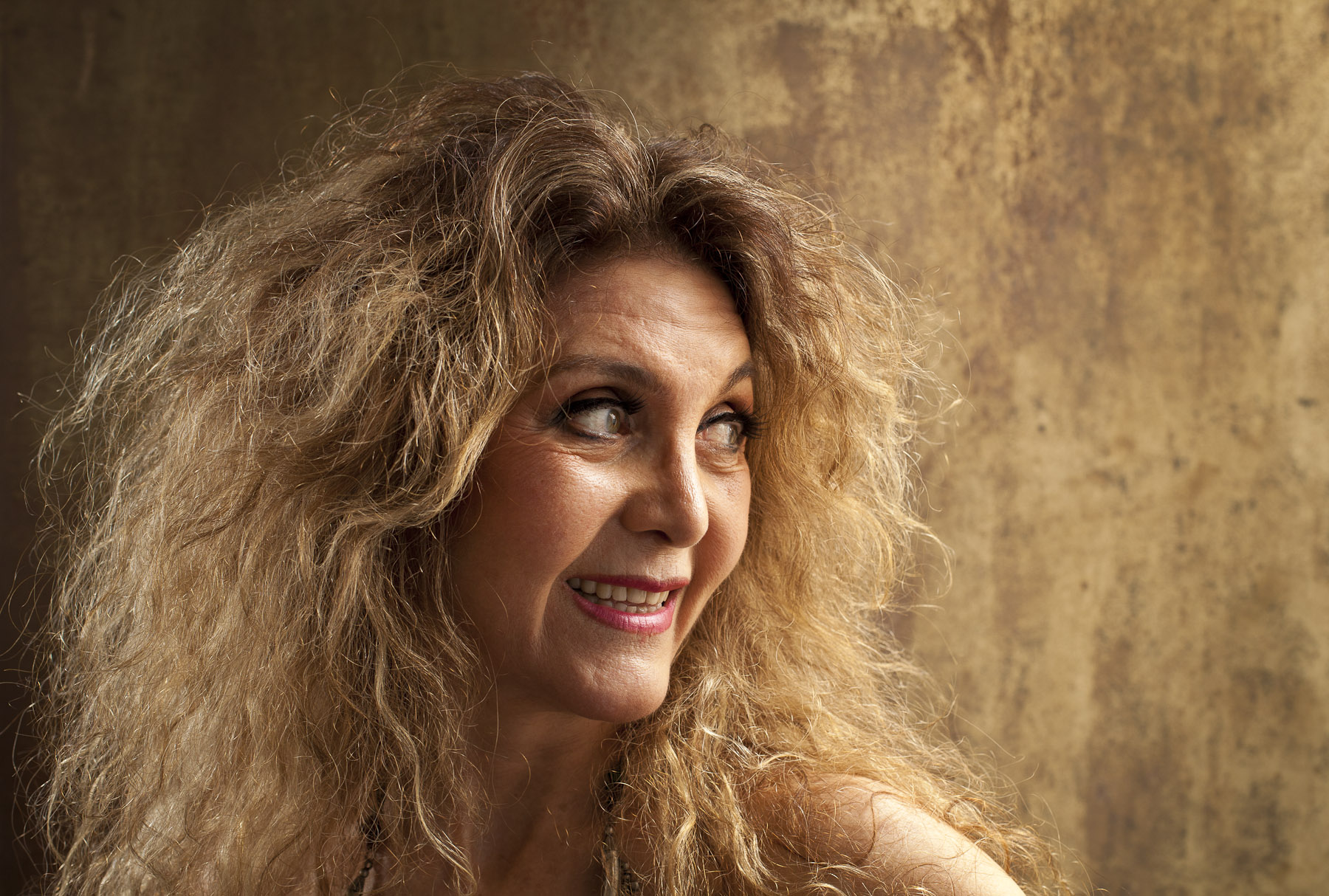
Wanderléa

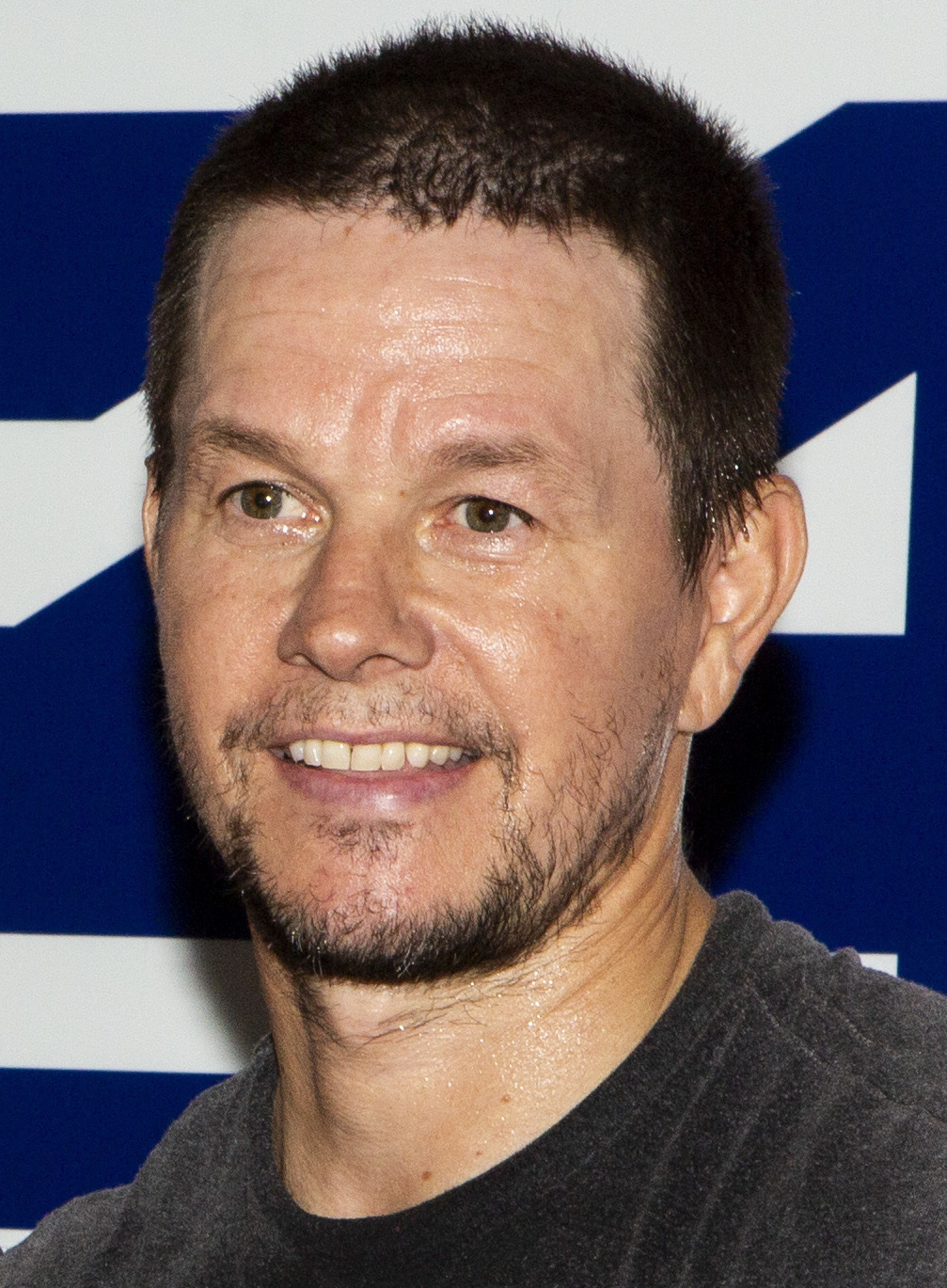
Mark Wahlberg

### Anterior ao século XIX
- 1341 — Edmundo de Langley, Duque de York (m. 1402).
- 1412 — Luís III Gonzaga, marquês de Mântua (m. 1478).
- 1493 — Justus Jonas, o Velho, teólogo alemão (m. 1555).
- 1507 — Fernando de Portugal, Duque da Guarda (m. 1534).
- 1523 — Margarida de Valois, Duquesa de Berry (m. 1574).
- 1646 — Elena Piscopia, filósofa e matemática italiana (m. 1684).
- 1656 — Joseph Pitton de Tournefort, botânico francês (m. 1708).
- 1660 — Sarah Churchill, Duquesa de Marlborough (m. 1744).
- 1718 — Thomas Chippendale, marceneiro britânico (m. 1779).
- 1723 — Adam Smith, economista e filósofo britânico (m. 1790).
- 1729 — Cláudio Manuel da Costa, jurista e poeta brasileiro (m. 1789).
- 1744 — Henriqueta Catarina Inês de Anhalt-Dessau, nobre alemã (m. 1799).

- 1757 — Pierre-Jean-Georges Cabanis, fisiologista e filósofo francês (m. 1808).
- 1760 — Johan Gadolin, químico finlandês (m. 1852).
- 1771 — Ernesto Augusto I de Hanôver (m. 1851).

### Século XIX
- 1804 — Robert Hermann Schomburgk explorador britânico (m. 1865).
- 1811 — Luísa Amélia de Baden (m. 1854).
- 1814 — Pierre Laurent Wantzel, matemático francês (m. 1848).
- 1819 — John Couch Adams, matemático e astrônomo britânico (m. 1892).
- 1823 — George Thorndike Angell, criminologista e filantropo estadunidense (m. 1909).
- 1828 — Friedrich Gaedcke, químico alemão (m. 1890).
- 1830 — Carmine Crocco, brigante italiano (m. 1905).
- 1833 — Maria Cristina de Bourbon (m. 1902).
- 1835 — Manuel Afonso de Espregueira, militar e político português (m. 1917).
- 1862 — Allvar Gullstrand, oftalmologista sueco (m. 1930).
- 1863 — Delmiro Augusto da Cruz Gouveia, industrial brasileiro (m. 1917).
- 1865 — Charles Ogle, ator estadunidense (m. 1940).
- 1866 — Carlos Maia Pinto, militar e político republicano português (m. 1932).
- 1868 — James Connolly, militante revolucionário irlandês (m. 1916).
- 1871
  - Michele Angiolillo, tipógrafo anarquista italiano (m. 1897).
  - Walter Kaufmann, físico alemão (m. 1947).
- 1878
  - Pancho Villa, revolucionário mexicano (m. 1923).
  - Konstantinos Paspatis, tenista grego (m. 1903).
- 1883 — John Maynard Keynes, economista britânico (m. 1946).
- 1884
  - Ivy Compton-Burnett, novelista britânica (m. 1969).
  - Bernhard Goetzke, ator alemão (m. 1964).
  - Fred Lorz, maratonista estadunidense (m. 1914).
- 1888 — Esther Nunes Bibas, escritora brasileira (m. 1972).
- 1891 — Augusto Calheiros, cantor e compositor brasileiro (m. 1956).
- 1895 — William Boyd, ator estadunidense (m. 1972).
- 1897 — Charles Hartshorne, filósofo estadunidense (m. 2000).
- 1898
  - Federico García Lorca, poeta e dramaturgo espanhol (m. 1936).
  - Salvatore Ferragamo, estilista italiano (m. 1960).
- 1900 — Dennis Gabor, físico húngaro (m. 1979).

### Século XX

#### 1901–1950
- 1903
  - Adolf Kainz, canoísta austríaco (m. 1948).
  - Pedro Nava, escritor e médico brasileiro (m. 1984).
- 1906 — Eraldo Monzeglio, futebolista italiano (m. 1981).
- 1907 — Rudolf Peierls, físico teuto-britânico (m. 1995).
- 1908
  - Branislav Hrnjiček, futebolista sérvio (m. 1964).
  - Franco Rol, automobilista italiano (m. 1977).
- 1911
  - Rudolf Franzius, militar alemão (m. 1965).
  - Luis Reyes Peñaranda, futebolista boliviano (m. 1945).
- 1914 — Estelle Reiner, atriz e cantora estadunidense (m. 2008).
- 1915 — Nam Il, militar norte-coreano (m. 1976).
- 1916 — Alair Vilar Fernandes de Melo, bispo brasileiro (m. 1999).
- 1917
  - Pinheiro de Azevedo, militar e político português (m. 1983)
  - Maurice Duverger, cientista político e sociólogo francês (m. 2014).
  - Norival Pereira da Silva, futebolista brasileiro (m. 1988).
- 1919
  - James Fletcher, físico estadunidense (m. 1991).
  - Veikko Huhtanen, ginasta finlandês (m. 1976).
- 1921 — Zuzu Angel, estilista brasileira (m. 1976).
- 1922 — John Gatenby Bolton, astrônomo britânico (m. 1993).
- 1923 — Jorge Daponte, automobilista argentino (m. 1963).
- 1925 — Mauricio Sirotsky Sobrinho, radialista e jornalista brasileiro (m. 1986).
- 1926 — João de Thurn e Taxis (m. 1990).
- 1928
  - Umberto Maglioli, automobilista italiano (m. 1999).
  - Ivon Curi, cantor, compositor e ator brasileiro (m. 1995).
  - Tony Richardson, ator, escritor, produtor e diretor britânico (m. 1991).
- 1931
  - Jacques Demy, diretor e roteirista francês (m. 1990).
  - Géza Gulyás, futebolista húngaro (m. 2014).
- 1933
  - William Kahan, matemático e informático canadense.
  - Jimmy T. Murakami, animador e cineasta estadunidense (m. 2014).
- 1937 — Hélène Cixous, escritora e poetisa francesa.
- 1938 — Karin Balzer, atleta alemã (m. 2019).
- 1939 — Joe Clark, político canadense.
- 1940 — Imre Komora, ex-futebolista húngaro (m. 2024).
- 1941
  - Erasmo Carlos, músico brasileiro (m. 2022).
  - Martha Argerich, pianista argentina.
- 1942 — Teodoro Obiang Nguema Mbasogo, político guinéu-equatoriano.
- 1944 — Colm Wilkinson, cantor e ator irlandês.
- 1945
  - Maria Isabel de Lizandra, atriz brasileira (m. 2019).
  - John Carlos, ex-velocista estadunidense.
- 1946
  - Wanderléa, cantora brasileira.
  - Patrick Head, engenheiro britânico.
  - Stefania Sandrelli, atriz italiana.
- 1947
  - Cláudio Camunguelo, compositor e músico brasileiro (m. 2007).
  - Laurie Anderson, artista experimental, compositora e escritora estadunidense.
- 1949 — Rodolfo Manzo, ex-futebolista peruano.
- 1950 — Daniel von Bargen, ator estadunidense (m. 2015).

#### 1951–2000
- 1951 — Manuel Fernandes, ex-futebolista e treinador de futebol português (m. 2024).
- 1952
  - Nicko McBrain, músico britânico.
  - Watusi, cantora, bailarina e atriz brasileira.
- 1953
  - Wandi Doratiotto, ator, apresentador e músico brasileiro.
  - José Luis Rugamas, ex-futebolista e treinador de futebol salvadorenho.
- 1954
  - Waldemar Lemos, treinador de futebol brasileiro.
  - Alberto Malesani, treinador de futebol italiano.
  - Oswaldinho do Acordeon, músico brasileiro.
  - Julio César Arzú, ex-futebolista e treinador de futebol hondurenho.
- 1955 — Edinho Nazareth, ex-futebolista e treinador de futebol brasileiro.
- 1956
  - Kenny G, saxofonista estadunidense.
  - Roger Michell, cineasta britânico (m. 2021).
- 1958
  - Ahmed Abdallah Mohamed Sambi, político comorense.
  - Avigdor Lieberman, político israelense.
- 1959 — Carlos Eduardo Alves, político brasileiro.
- 1960
  - Leslie Hendrix, atriz estadunidense.
  - Paulo Comelli, treinador de futebol brasileiro.
- 1961 — Aldo Costa, engenheiro automobilístico italiano.
- 1962
  - Roberto Pruner, automobilista brasileiro.
  - Astrid da Bélgica.
  - Jeff Garlin, ator norte-americano.
  - Duda Ribeiro, ator, diretor, produtor e dramaturgo brasileiro (m. 2016).
- 1964
  - Rick Riordan, escritor estadunidense.
  - Augustin Matata Ponyo, político congolês.
- 1965 — Michael E. Brown, astrônomo estadunidense.
- 1967
  - Rita Alagão, atriz portuguesa.
  - Ron Livingston, ator estadunidense.
  - Alexandra Richter, atriz brasileira.
  - Pablo Lunati, ex-árbitro de futebol argentino.
  - Enrico Ruggeri, cantor italiano.
- 1968
  - Sandra Annenberg, jornalista brasileira.
  - Percy Olivares, ex-futebolista peruano.
  - Dalton Tagelagi, político niueano.
- 1969
  - Brian McKnight, cantor, compositor e produtor musical estadunidense.
  - Olivetti Herrera, ator brasileiro.
- 1970
  - Carla Fioroni, atriz brasileira.
  - Gayle Forman, escritora estadunidense.
- 1971 — Mark Wahlberg, ator, modelo e ex-cantor estadunidense.
- 1973
  - Daniel Gildenlöw, músico e compositor sueco.
  - Galilea Montijo, atriz e apresentadora mexicana.
  - Filipe Duarte, ator e dublador português (m. 2020).
- 1974
  - Chad Allen, ator estadunidense.
  - Scott Draper, ex-tenista e golfista australiano.
- 1975
  - Žydrūnas Ilgauskas, ex-jogador de basquete lituano.
  - Jimmy London, cantor brasileiro.
- 1976
  - Gabriel Bá, quadrinista brasileiro.
  - Takayuki Suzuki, ex-futebolista japonês.
  - Aesop Rock, rapper e produtor musical estadunidense.
- 1977 — Liza Weil, atriz estadunidense.
- 1978
  - Fernando Meira, ex-futebolista português.
  - Márcio Kieling, ator brasileiro.
- 1979
  - Ana Luiza Castro, jornalista e apresentadora brasileira.
  - Sebastián Saja, ex-futebolista e treinador de futebol argentino.
  - Pete Wentz, baixista e compositor estadunidense.
  - David Bisbal, cantor espanhol.
  - Natália Júkova, enxadrista ucraniana.
  - François Sagat, ator francês de filmes eróticos.
  - Cristiano Júnior, futebolista brasileiro (m. 2004).
- 1980 — Rik de Voest, ex-tenista sul-africano.
- 1981
  - Sebastien Lefebvre, guitarrista canadense.
  - Gabriel, ex-futebolista brasileiro.
  - Jade Goody, atriz e empresária britânica (m. 2009).
  - Tomas Radzinevičius, ex-futebolista lituano.
- 1982
  - Frederica Piedade, tenista portuguesa.
  - Fabiano Peçanha, atleta brasileiro.
  - Achille Emana, ex-futebolista camaronês.
  - Zvjezdan Misimović, ex-futebolista bósnio.
  - Simione Tamanisau, futebolista fijiano.
- 1983 — Danito Parruque, futebolista moçambicano.
- 1985
  - Jeremy Abbott, ex-patinador artístico estadunidense.
  - Rubén de la Red, ex-futebolista e treinador de futebol espanhol.
  - Ekaterina Bychkova, tenista russa.
  - Sebastián Ariosa, ex-futebolista uruguaio.
- 1986
  - Amanda Crew, atriz canadense.
  - Sergio Campana, automobilista italiano.
- 1987
  - Alexander Domínguez, futebolista equatoriano.
  - Ivan Nifontov, judoca russo.
- 1988 — Polly Swann, remadora britânica.
- 1989
  - Geisy Arruda, apresentadora, empresária e modelo brasileira.
  - Gilberto, futebolista brasileiro.
  - Imogen Poots, atriz britânica.
  - Jérôme Cousin, ex-ciclista francês.
- 1990
  - DJ Mustard, produtor musical, compositor e DJ estadunidense.
  - Ona Carbonell, atleta de nado sincronizado espanhola.
  - Sekou Oliseh, futebolista liberiano.
  - Sophie Lowe, atriz britânica.
  - Polina Rahimova, jogadora de vôlei uzbeque-ucraniana.
- 1991
  - Ricardo Goulart, ex-futebolista brasileiro.
  - Athanasios Petsos, futebolista grego.
  - Martin Braithwaite, futebolista dinamarquês.
- 1992
  - Emily Seebohm, nadadora australiana.
  - Brenda Castillo, jogadora de vôlei dominicana.
  - Yago Pikachu, futebolista brasileiro.
- 1995 — Troye Sivan, ator e cantor australiano.
- 1997
  - Kieran Tierney, futebolista britânico.
  - Patrick Brey, futebolista brasileiro.
- 1998
  - Yulia Lipnitskaya, patinadora artística russa.
  - MC Rebecca, cantora, dançarina e modelo brasileira.
  - Jaqueline Cristian, tenista romena.
- 2000 — Pierre Kalulu, futebolista francês.

### Século XXI
- 2002
  - Lewis MacDougall, ator britânico.
  - Jakub Kamiński, futebolista polonês.
- 2005
  - Mell Muzzillo, atriz brasileira.
  - Deivid Washington, futebolista brasileiro.

## Mortes

### Anterior ao século XIX
- 0754 — Bonifácio de Mogúncia, santo católico (n. 672).
- 1118 — Roberto de Beaumont, 1º conde de Leicester (n. 1040).
- 1219 — Hugo X de Lusignan (n. 1185).
- 1316 — Luís X de França (n. 1289).
- 1443 — Fernando, o Infante Santo, beato católico português (n. 1402).
- 1556 — Miguel da Silva, cardeal católico português (n. 1486).
- 1716 — Roger Cotes, matemático inglês (n. 1682).

### Século XIX
- 1808 — Christoph Gottfried Bardili, filósofo alemão (n. 1761).
- 1816 — Giovanni Paisiello, compositor italiano (n. 1740).
- 1819 — Bodawpaya, rei birmanês (n. 1745).
- 1826 — Carl Maria von Weber, compositor de óperas alemão (n. 1786).
- 1859 — Gamaliel Bailey, jornalista e editor estadunidense (n. 1807).
- 1900 — Stephen Crane, escritor estadunidense (n. 1871).

### Século XX
- 1905 — Dom José Lourenço da Costa Aguiar, bispo brasileiro (n. 1847).
- 1906 — Karl Robert Eduard von Hartmann, filósofo alemão (n. 1842).
- 1913 — Marie Popelin, advogada, ativista e feminista belga (n. 1846)
- 1919 — Manuel Franco, político paraguaio (n. 1875).
- 1921 — Georges Feydeau, dramaturgo francês (n. 1862).
- 1925 — Jenny Apolant, sufragista alemã (n. 1874).
- 1931 — Rafael de Mayrinck, diplomata brasileiro (n. 1874).
- 1933 — Protásio Antônio Alves, político brasileiro (n. 1858).
- 1935 — James Edward Quibell, egiptólogo britânico (n. 1867).
- 1944 — Riccardo Zandonai, cantor de ópera italiano (n. 1883).
- 1970 — Vicente do Rego Monteiro, pintor e poeta brasileiro (n. 1899).
- 1975 — Paul Keres, enxadrista estoniano (n. 1916).
- 1982 — Roger Bonvin, político suíço (n. 1907).
- 1983 — Kurt Tank, engenheiro aeronáutico alemão (n. 1898).
- 1986
  - Lilian Lemmertz, atriz brasileira (n. 1937).
  - Henri Michel, historiador francês (n. 1907).
- 1990 — Luís Viana Filho, político brasileiro (n. 1908).
- 1991 — Larry Kert, ator, cantor e dançarino americano (n. 1930).
- 1993 — Conway Twitty, músico e letrista estadunidense (n. 1933).
- 1999 — Mel Tormé, cantor, compositor e baterista de jazz norte-americano (n. 1925).
- 2000 — João Nogueira, cantor e compositor brasileiro (n. 1941).

### Século XXI
- 2002
  - Dee Dee Ramone, músico estadunidense (n. 1951).
  - Orlando Fantoni, futebolista e treinador de futebol brasileiro (n. 1917).
- 2004 — Ronald Reagan, ator e político estadunidense (n. 1911).
- 2008 — Eugenio Montejo, poeta venezuelano (n. 1938).
- 2009
  - Baciro Dabó, político guineense (n. 1958).
  - Hélder Proença, escritor e político guineense (n. 1956).
- 2013 — Scarlet Moon, jornalista, atriz e escritora brasileira (n. 1952).
- 2015 — Tariq Aziz, político iraquiano (n. 1936).
- 2016 — Jarbas Passarinho, político brasileiro (n. 1920).
- 2017
  - Cheick Tioté, futebolista marfinense (n. 1986).
  - Barros de Alencar, cantor, compositor, radialista e apresentador brasileiro (n. 1932).
  - Marco Coll, futebolista colombiano (n. 1935).
- 2023 — Astrud Gilberto, cantora brasileira (n. 1940).

## Feriados e eventos cíclicos
- Dia Mundial do Meio Ambiente
- Dia Internacional de Luta contra a Pesca Ilegal, Não Declarada e Não Regulamentada

### Internacional
- Dia de Domna - Irlanda

### Brasil
- Dia da Ecologia
- Aniversário de Brazlândia, no Distrito Federal
- Aniversário de Taguatinga, no Distrito Federal
- Aniversário de Lidianópolis, Paraná
- Dia Nacional da Reciclagem

### Cristianismo
- Bonifácio de Mogúncia
- Doroteu de Gaza
- Doroteu de Tiro
- Fernando, o Infante Santo

## Outros calendários
- No calendário romano era o dia das nonas de junho.
- No calendário litúrgico tem a letra dominical B para o dia da semana.
- No calendário gregoriano a epacta do dia é xxii.